# 门楼下瑶族乡
门楼下瑶族乡，是中华人民共和国湖南省永州市新田县下辖的一个乡镇级行政单位。

## 行政区划
门楼下瑶族乡下辖以下地区：
门楼下村、李北坑村、起头岭村、上里源村、青皮源村、小桥岭村、长田村、小水岗村、大桥边村、竹林坪村、漕头源村、马家村、高岱源村、鲁塘村、泥塘村、刘家村、枫树脚村、舍子源村、三塘源村、坳背村和新田县门楼下林场社区。